# Циничные теории
«Циничные теории. Как все стали спорить о расе, гендере и идентичности и что в этом плохого» (англ. Cynical Theories: How Activist Scholarship Made Everything about Race, Gender, and Identity — and Why This Harms Everybody) — научно-популярная книга Джеймса А. Линдси и Хелен Плакроуз, опубликованная в августе 2020 года.
Книга была внесена в списки бестселлеров изданий Publishers Weekly USA Today и Calgary Herald. «Циничные теории» были названы лучшей книгой года по версии Financial Times в 2020 году и лучшей книгой по политическим и текущим событиям 2020 года по версии The Times. Русский перевод был опубликован в 2021 году издательством Individuum.

## Краткое содержание
Основным содержанием книги является обсуждение идеологии движения за социальную справедливость или критической теории и рассказ об исторических обстоятельствах, которые превратили эту некогда идею в преобладающую идеологию современного Западного мира. Критическая теория является научным обоснованием борьбы меньшинств с системным угнетением, которое осуществляется по отношению к ним правящими социальными группами.
Книга противопоставляет академические подходы либерализма и постмодернизма, а также пытается объяснить, как прикладной постмодернизм (который фокусируется на том, что должно, а не на том, что есть) вытеснил другие подходы к активизму и науке. Авторы рассматривают несколько академических областей — постколониальную теорию, квир-теорию, критическую расовую теорию, интерсекциональность, феминизм чётвертой волны, гендерные исследования, исследования бодипозитивизма и эйблизм — и описывают, как в каждой области развивался подход «прикладного постмодернизма». Авторы проводят различие между либеральной концепцией социальной справедливости и идеологическим движением за социальную справедливость, которое, по их утверждению, овладело постмодернизмом.

### Влияние марксизма
Несколько важных концепций движение за социальную справедливость почерпнуло из марксизма. Первой такой концепцией является активизм. Ещё Карл Маркс в своей работе 1845 года Тезисы о Фейербахе писал: «Философы лишь различным образом объясняли мир; но дело заключается в том, чтобы изменить его». Вторая важная концепция Маркса — представление о том, что движущей силой истории является постоянный конфликт за ресурсы между различными общественными силами. Третья концепция — созданная господствующим классом культура является средством подчинения угнетённых масс.
Франкфуртская школа, соединив идеи Маркса и Фрейда, пришла к выводу, что мировая пролетарская революция не произошла потому, что угнетение пролетариата является системным и присутствует во всех общественных институтах: семье, церкви, культуре, морали и т. д. В 1934 году Макс Хоркхаймер сформулировал тезисы, которые ныне в западных университетах называются критической теорией. Согласно этой теории, целью общественных наук является поиск недостатков общества по сравнению с идеальной конечной целью (коммунизмом) и организация деятельности по устранению этих недостатков (социальный активизм). Тактикой борьбы является постепенное и планомерное подчинение (путём внедрения своих сторонников) всех общественных институтов: школ, высших учебных заведений, государственных учреждений, средств массовой информации, учреждений культуры.

### Влияние постмодернизма
После Второй мировой войны в общественную и научную жизнь Запада стали проникать идеи постмодерна. Постмодерн отвергает идею о том, что существует объективная реальность, а истина представляет собой совпадение с ней наших представлений о мире. Один из видных представителей постмодерна Мишель Фуко сформулировал идею о том, что реальности либо не существует, либо она непознаваема и неважна, а истина является продуктом общественной системы, которую формируют социальные слои, обладающие властью. Ключевым понятием постмодернизма является дискурс — некоторое общественно сформированное представление о том, что допустимо говорить о каком-либо событии или явлении. Постмодернизм породил ещё одну ключевую концепцию движения за социальную справедливость — тезис о принципиальной непостижимости истины.
В 1965 году в работе «Одномерный человек» Герберт Маркузe сформулировал тезис, что общество потребления настолько расчеловечило обывателя, что для социального активизма необходимо соединение либеральной интеллигенции в качестве руководителей и этнических меньшинств в качестве активной силы. Этот тезис в 1970-х годах повлиял на движение за права афроамериканцев и другие общественные движения. В другом известном произведении Маркузе «Репрессивная толерантность» проводится мысль, что настоящая толерантность состоит в агрессивном противостоянии любым идеям, которые не соответствуют представлениям об истинной свободе.
Ещё одна концепция движения за социальную справедливость, внесённая постмодернизмом — концепция деконструкции, предложенная философом Жаком Деррида. Деконструкция — это средство для анализа текстов, понятий и значений. С точки зрения этой концепции, формулирование понятий является осуществлением доминирования определённой общественной группы над другой общественной группой. Деконструкция — это анализ, который позволяет выяснить, в чьих интересах и над кем осуществляется это доминирование.
Таким образом, постмодернизм ввёл в общественное сознание представление о том, что истина принципиально непознаваема, а представления о реальности формируются в обществе с целью осуществления доминирования одной общественной группы над другой. Критическая теория унаследовала эту концепцию, внеся в неё важное уточнение: существует опыт, который не поддаётся деконструкции, — это опыт человека, подвергшегося угнетению или насилию. То есть реальный опыт отличается от иллюзорного, сконструированного только тем, что реальный опыт испытывает угнетённый, а иллюзорный — угнетатель. Таким образом, единственный критерий реальности — опыт человека, пережившего угнетение.

### Интерсекциональность
Ключевой элемент современной идеологии социальной справедливости — интерсекциональность (то есть пересечение различных форм угнетения). Он был сформулирован в 1991 году чёрной феминисткой Кимберли Креншоу в работе «Исследуя границы», посвящённой критике борьбы за гражданские права. Согласно этой работе, ключевым элементом личности является осознание всех граней своего угнетения (например, чёрная трансгендерная лесбиянка-инвалид испытывает угнетение в четырёх аспектах своей жизни — по расовой и гендерной принадлежности, по сексуальной ориентации и по физическим возможностям). В работе предложена идея иерархии угнетения, согласно которой личность, которая испытывает наибольшее число аспектов угнетения, имеет наиболее близкое к реальности представление о мире и приоритет в высказывании своего мнения и управлении активистской деятельностью.

### Резюме
По мнению Линдси и Плакроуз, основные тезисы идеологии движения за социальную справедливость:
- общество находится в постоянной борьбе за ресурсы между белыми мужчинами-угнетателями и маргинализированными группами;
- современный дискурс создан и поддерживается (осознанно или неосознанно) белыми гетеросексуальными мужчинами с целью угнетения маргинализированных групп;
- традиционные инструменты белого человека (научный метод, демократическое государство) являются инструментами угнетения и должны быть деконструированы;
- единственный доступный человеку объективный опыт — опыт угнетённого человека;
- единственное, что связывает людей — совместный опыт подвергшихся угнетению;
- наиболее полным представлением о реальности обладают наиболее угнетенные меньшинства;
- общество несправедливо и подлежит реформированию путём уничтожения институтов, поддерживающих угнетение. К этими институтам относятся семья, государство, культура;
- белые гетеросексуальные мужчины могут быть только союзниками, играющими подчинённую роль;
- если представитель угнетённой маргинальной группы не считает необходимым уничтожение институтов угнетения, он лишается идентичности и права принадлежности к своей группе;
- целью переустройства общества является равенство, многообразие и избегание травматического опыта (разнообразие, равенство и инклюзивность).
- equity — равенство результатов, предоставление угнетённым группам дополнительных стартовых возможностей (позитивная дискриминация), исправление любого неравенства.
- diversity — достижение такого состава населения страны или сотрудников организации, в котором представлены все элементы реального опыта, то есть опыта угнетения.
- inclusion — недопустимости в стране или учреждении травматического опыта, напоминающего меньшинствам об угнетении.

Система, которую необходимо разрушить, носит название whiteness («белость», которая в отличие от Blackness, «Чёрности», пишется со строчной буквы). Это комплекс представлений о реальности, методов познания мира и общественных институтов, созданных белыми гетеросексуальными мужчинами, то есть современная технологическая либерально-демократическая западная цивилизация. Разрушению подлежат гетеросексуальная семья, наука, технологии, западная культура.

## Общественная реакция
Вскоре после выпуска книга стала бестселлером по рейтингам The Wall Street Journal, USA Today и Publishers Weekly и бестселлером № 1 по философии на Amazon. Профессор Гарвардского университета, психолог и общественный интеллектуал Стивен Пинкер похвалил книгу, заявив, что она «обнажает удивительно мелкие интеллектуальные корни движений, которые, кажется, охватывают нашу культуру».
Докторант в области международных отношений Ноттингемского университета Сумантра Маитра в обзоре, опубликованном Центром академического обновления Джеймса Дж. Мартина, оспаривает некоторые исторические утверждения книги о феминизме, а также не соглашается с его политическими предложениями, заявляя, что «„Циничные теории“ предлагают отличное исследование проблемы в рамках академической науки, но в вопросах политики предлагают лишь смутные утопические пожелания». В обзоре также говорится: «За исключением нескольких недостатков, книга „Циничные теории“ является важной книгой для всех, кто хочет реформировать или сохранить классическую западную академическую науку».
Дуглас Мюррей написал в обзор «Циничных теорий» для The Times, что он «редко читал такое хорошее резюме того, как постмодернизм развивался с 1960-х годов». Мюррей заключает: «Тем не менее, когда я отложил книгу и включил новости, я не мог избавиться от мысли, что эта деконструкция деконструктивистов, возможно, произошла слишком поздно».
Колумнист Spiked Джоанна Уильямс пишет, что авторы оказали «огромную услугу читателям, объясняя, как выглядит мир с точки зрения сегодняшних активистов, погруженных в критическую теорию или постмодернизм», и что они «успешно показывают, как в течение шести десятилетий растущая популярность критической теории на гуманитарных и социальных факультетах университетов превратила постмодернизм из академического меньшинства во всеобъемлющую политическую структуру». Однако в обзоре, говорится, что «[хотя] „Циничные теории“ предлагают превосходный отчет о том, как постмодернистская наука трансформировалась в активизм за социальную справедливость, они менее убедительны в объяснении причин, почему это произошло». В обзоре говорится: «Чего в „Циничных теориях“ по большей части не хватает, так это более широкой политической контекстуализации активизма за социальную справедливость».
Райан Уайттекер в Manchester Review пишет: «Несмотря на свои недостатки, „Циничные теории“ — важная, интересная, доступная и широко цитируемая научно-популярная работа. Она избегает ловушек, обычных для текстов на тему „культурной войны“: намеренно избегает критики левых и правых теорий, и читатель, скорее всего, закроет книгу с чувством академичности и объективности по отношению к оппонентам».
Ник Фуризос из журнала OZY характеризует книгу «Циничные теории» как «первую попытку связать воедино нити тёмной сети интеллектуалов» и отмечает её «слепые пятна», которые заключаются в предположении, что движения за гражданские права, защиту ЛГБТ и феминизм достигли почти полной победы к 1980-м годам, при игнорировании важных проблем, характерных для более позднего времени.
Тим Смит-Лэйнг в «Дейли телеграф» говорит, что авторы «перескакивают от истории к истерии», а книга не соответствует «ценности рационального, основанного на доказательствах спора», который она пропагандирует.
Найджел Уорбертон, пишущий для The Spectator, восхищается ранними главами о постмодернизме и называет первую часть книги «правдоподобным и интересным рассказом о происхождении явлений, которые они описывают. Как и Роджер Скрутон в его книге „Дураки, мошенники и поджигатели“, они выполнили свою домашнюю работу, и их нельзя обвинить в поверхностном понимании мыслителей, с которыми они общаются, хотя они, вероятно, недооценивают серьёзность и глубину анализа власти Фуко», поэтому книга «становится агрессивно полемичной по отношению к конкретным проявлениям теории в таких областях, как постколониализм, квир-теория, критическая теория рас, гендерные исследования и исследования инвалидности. Здесь они гораздо менее милосердны по отношению к своим целям и мимоходом делают мелкие уколы — эта стратегия, вероятно, помешает любому, кто понял теорию, вылечиться, прочитав это».
Сэмюэл Ходли-Брилл, докторант философии в Центре послевузовского образования Городского университета Нью-Йорка, в опубликованном в Liberal Currents обзоре, посвящённом восьмой главе «Циничных теорий», предполагает, что многие цитаты из книги и перефразирование научных исследований, которые критикуют Плакроуз и Линдси, вводят в заблуждение. «Ни одна из процитированных работ Фрикер, Дотсон, Медины, Коуд, Вольфа, Миллса или Бейли не даёт нам оснований классифицировать их как радикальных скептиков в отношении возможности объективного знания или истины… Для тех из нас, кто внимательно читал литературу, рассмотрение Плакроуз и Линдси овеществлённого постмодернизма в академической философии больше похоже на зажигательный фанфик, чем на научный анализ». Ходли-Брилл заключает, что эта глава «страдает от тех же проблем, которые диагностируют Плакроуз и Линдси в исследованиях социальной справедливости, а именно от неуместного цинизма в сочетании с необоснованной уверенностью в таких циничных интерпретациях. Критический анализ выявляет смущающий факт: Плакроуз и Линдси лучше проявили себя как циничные теоретики, чем раскрыли любую из обсуждаемых ими теорий как циничную».
Саймон Дженкинс написал в The Times Literary Supplement, что через полчаса после начала работы он решил, что «с него достаточно этой книги. Хелен Плакроуз и Джеймс Линдсей казались одержимыми соломенным чучелом, фальшивым противником. Я чувствовал, что их оппоненты, несомненно, действовали из лучших побуждений и не верили в то, во что их обвиняли». Однако далее он добавляет: «Я продолжил чтение и теперь думаю иначе». В книге не предлагается «контрреволюционной стратегии» или «требования подавления теории», а лишь призывается к поддержке «разума, дебатов, терпимости, демократии и верховенства закона». Он написал, что эта книга проливает свет на «один из тех уклонов западной идеологии, который привёл к Салему и Веймару».